# 平和交通 (千葉県)
平和交通株式会社（へいわこうつう）は、千葉県千葉市稲毛区宮野木町に本社を置く、ビィー・トランセホールディングス傘下のバス事業者である。千葉市内を中心に、一般路線バス、高速バス、貸切バス、特定バスを運行する。

## 概要
千葉市内の西小中台団地住民の要望により、乗合タクシーの運行を行うため、1975年に設立された。その後バス事業を開始し、既存事業者の路線が及ばない地区を中心に積極的な路線展開を行っている。特定の買い物需要に対応したお買い物バスの運行も行う。
乗合バスの営業エリアは、稲毛駅と新検見川駅の中間に位置する西小中台・にれの木台地区、千葉市若葉区と四街道市にまたがる若松台・めいわ地区、および幕張ベイタウン地区の3つに大別できる。各地区はやや離れてはいるが運行はすべて本社営業所が担当している。
高速バスを含め、PASMOなどの交通系ICカードが使用できる。PASMO対応路線は当初ベイタウン線のみだったが、2007年10月8日から本社系統の路線でも使用可能となった。
PASMO導入以前は2004年からTOWNBUSカードの名で同社独自のICカードを一部路線で展開していた。
全国でも珍しく身体障害・知的障害に加えて、精神障害者保健福祉手帳による割引を、高速バス路線を含む全路線で行っている。特に「THE アクセス成田」は精神障害者保健福祉手帳割引を一切行わないJRバス関東が後発の参入（当初、2016年4月以降は福島県内（白棚線）でも利用可能）だったため、唯一の例外適用をさせたことが特筆される。
グループ会社としてあすか交通（旧：団地交通）・西岬観光があり、平和交通を含む3社の統括・持株会社であるビィー・トランセホールディングス株式会社と合わせて、2009年12月1日よりビィー・トランセグループを結成した。
なお、神奈川県でタクシー事業を営む平和交通をはじめ全国各地に所在する同社名や「平和」と冠するバス、タクシー事業者とは無関係である。

### 本社・営業所
- 本社営業所 　　　　- 千葉市稲毛区宮野木町577-1（バス営業所併設）
- ベイタウン出張所　 - 千葉市美浜区打瀬1丁目　JR京葉線　高架下　付近
- 東京営業所　　　　 - 東京都江東区東雲2丁目10-47　東京臨海高速鉄道りんかい線東雲駅前（首都高速道路湾岸線高架下）
  - 2021年9月開設。

#### 過去の営業所
- 椎名崎営業所 - 千葉市緑区椎名崎
  - 2016年に西崎観光の本社営業所に吸収合併され消滅した。
- 若松営業所 - 千葉市若葉区若松町111-7
  - 2024年3月31日をもって本社営業所へ統合し廃止。ただしバス停名称は「若松営業所」のまま、定期券の発売も継続して行う[1]。

## 沿革

### 乗合タクシーからバス事業へ

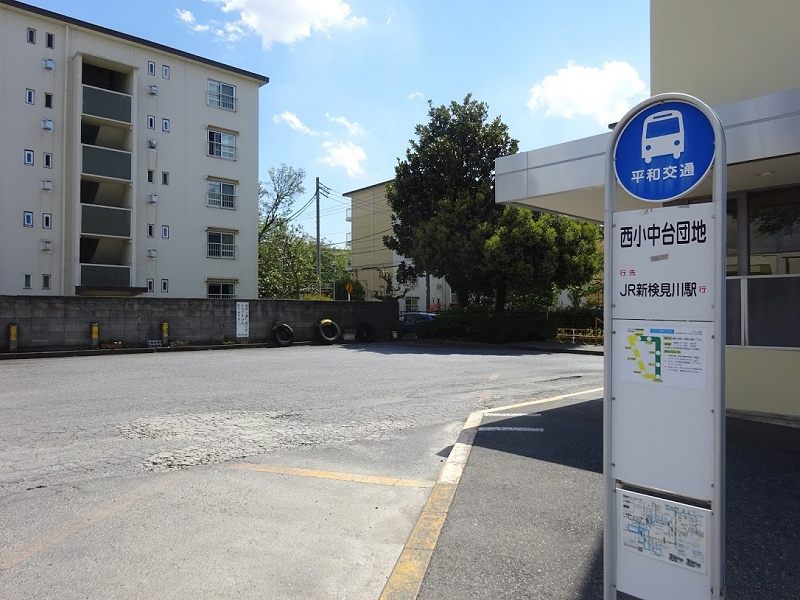
西小中台団地

1960年代から1970年代にかけて、千葉市内では住宅団地の造成が急速に進み、既存バス事業者は団地が出来るたびにデベロッパーや住民からの要請を受け、路線を新設する必要に迫られていた。しかし団地輸送路線は、ラッシュ時に多数の利用者がある反面、入居の進み方によって需要が左右されることや、朝夕と昼間の利用者数の差が極端で運用効率が悪いなどの問題点もあり、事業者にとっては手放しで歓迎できるものではなかった。
こうした中、団地によっては入居者数や周辺道路の状況の悪さを理由に、事業者がバス路線の開設を拒否するケースが生じてきた。平和交通はこうした団地で乗合タクシーの運行を始め、現在のバス事業につながる土台を築いた。
最初に乗合タクシーを運行したのは、稲毛と検見川の中間付近（現・花見川区）にある西小中台団地である。ここでは、自治会の要望により1975年に最寄りの新検見川駅との間を結ぶ運行を開始した。続いて、1979年に市東部（現・若葉区）の若松台団地 - 都賀駅間で運行を開始、さらに1982年に稲毛駅から西小中台を経由して隣接するにれの木台団地までの路線を開通した。いずれも当初は10人乗りの日産キャラバンE20型で運行したが、その後一般貸切バスの事業免許を取得し、このもとで限定的な乗合路線の運行許可を得ることにより車両の大型化が図られた。

### バス路線網の拡充

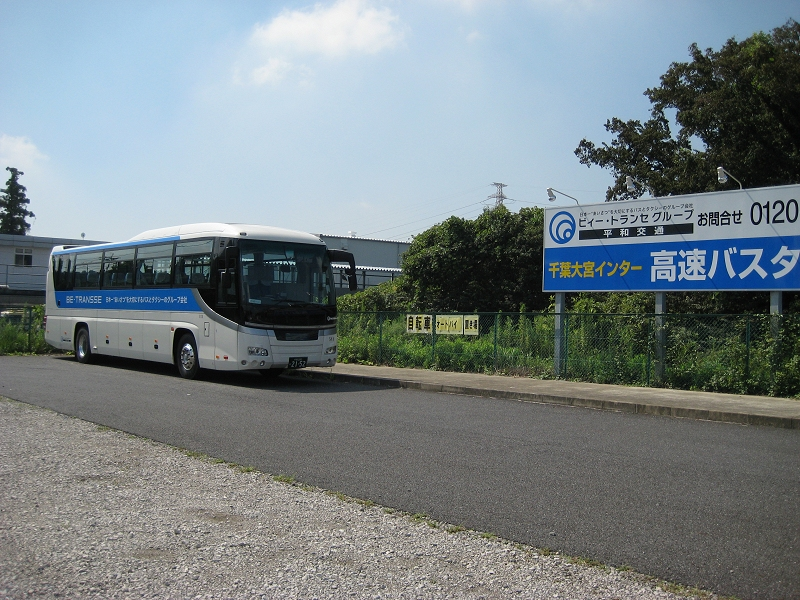
2大宮町バスターミナル

1980年代に入ると、1986年に関東地方の非電鉄系列の会社では戦後初めてとなる一般乗合バスの免許を取得し、以後徐々に営業規模を拡大していく。1990年には、東京からにれの木台、西小中台を経由して若松台団地に至る深夜急行バスを開業し、1990年代に本社を西小中台団地から現在地に移転した。
1994年には、若松台に隣接する四街道市めいわ地区と四街道駅の間を結ぶ路線を千葉内陸バスとの共同運行により開設し、翌1995年に深夜急行バスを四街道駅まで延長するとともに、造成されたばかりの新しい住宅地である幕張ベイタウン経由に変更した。1997年には、ベイタウンと海浜幕張駅を結ぶ路線を京成バスと共同で開設し、千葉市の臨海部に営業圏を拡大した。
1990年代末からは、日中の買い物需要に対応した路線の拡充が進められた。1999年には稲毛線の日中の便を稲毛サティ（現・イオン稲毛店）まで延長、ショッピングセンターに直結する停留所を設置した。2000年には、西小中台・にれの木台と稲毛海岸駅を結ぶ運行を開始、同駅前の商業施設「マリンピア」との連携が図られた。2006年には海浜幕張駅と幕張本郷駅の間をイトーヨーカドー幕張店経由で結ぶ路線も新設されている。
2005年以降は、深夜急行バスを外房線・内房線沿線にも拡大した。
また、千葉市コミュニティバスの運行にかかわる提案入札にも参加し、2005年9月1日開業の「おまごバス」、2008年3月1日開業の「いずみバス」の2路線において受託運行を行っていた。両路線とも平和交通は撤退し、2013年10月19日より千葉中央バスへ委託事業者が変更されている。

### 日中高速バス・空港連絡バスへの参入
2009年には、初の日中高速バス（同社ホームページ等で使用されている呼称）路線であるちはら線・大網線を「マイタウンライナー」として開設した。同時に、グループ共通となる新デザインの高速バス車両を導入したほか、千葉東金道路大宮インターに隣接する大宮町バスターミナルにパーク・アンド・バスライド施設を整備した。続いて、2010年に深夜急行成田線、2011年に深夜急行千葉ニュータウン線、2012年に日中高速バスの幕張ベイエリア線を新設し、高速バス路線の拡充を進めた。
2012年8月には、初の空港連絡バスである「THE アクセス成田」を開業し、成田空港への乗り入れを開始した。
THE アクセス成田は、片道1000円という低価格戦略と、チケット不要のシンプルな乗車システムが功を奏し、ジェイアールバス関東、あすか交通、西岬観光との共同運行を経て、1日142便運行する路線に成長している。
後に、「Airport Bus TYO-NRT」として姿を変え、都内と成田空港を結んでいる。

### 電気バス導入
2020年6月、国土交通省の「地域交通グリーン化事業」による補助対象事業として、当社3路線に電気バス3台を導入することを決定したと伝えられた。
2021年2月24日、ベイタウン出張所にて出発式が執り行われた。
なお、この際に導入されたBYD社製のK8（全長10.5ｍ大型路線バス）は、日本初導入であった。

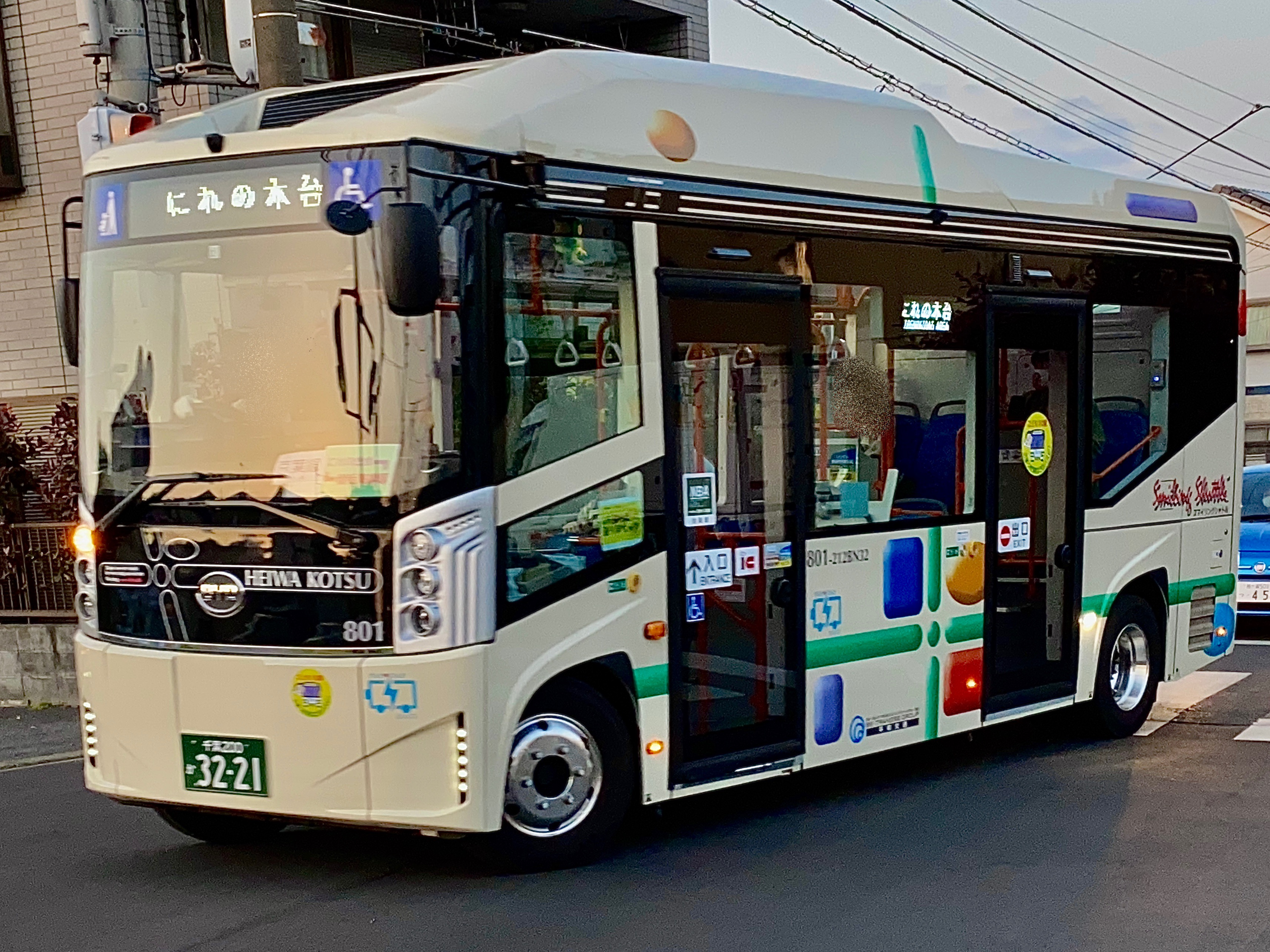
稲毛海岸線を担当する801号車
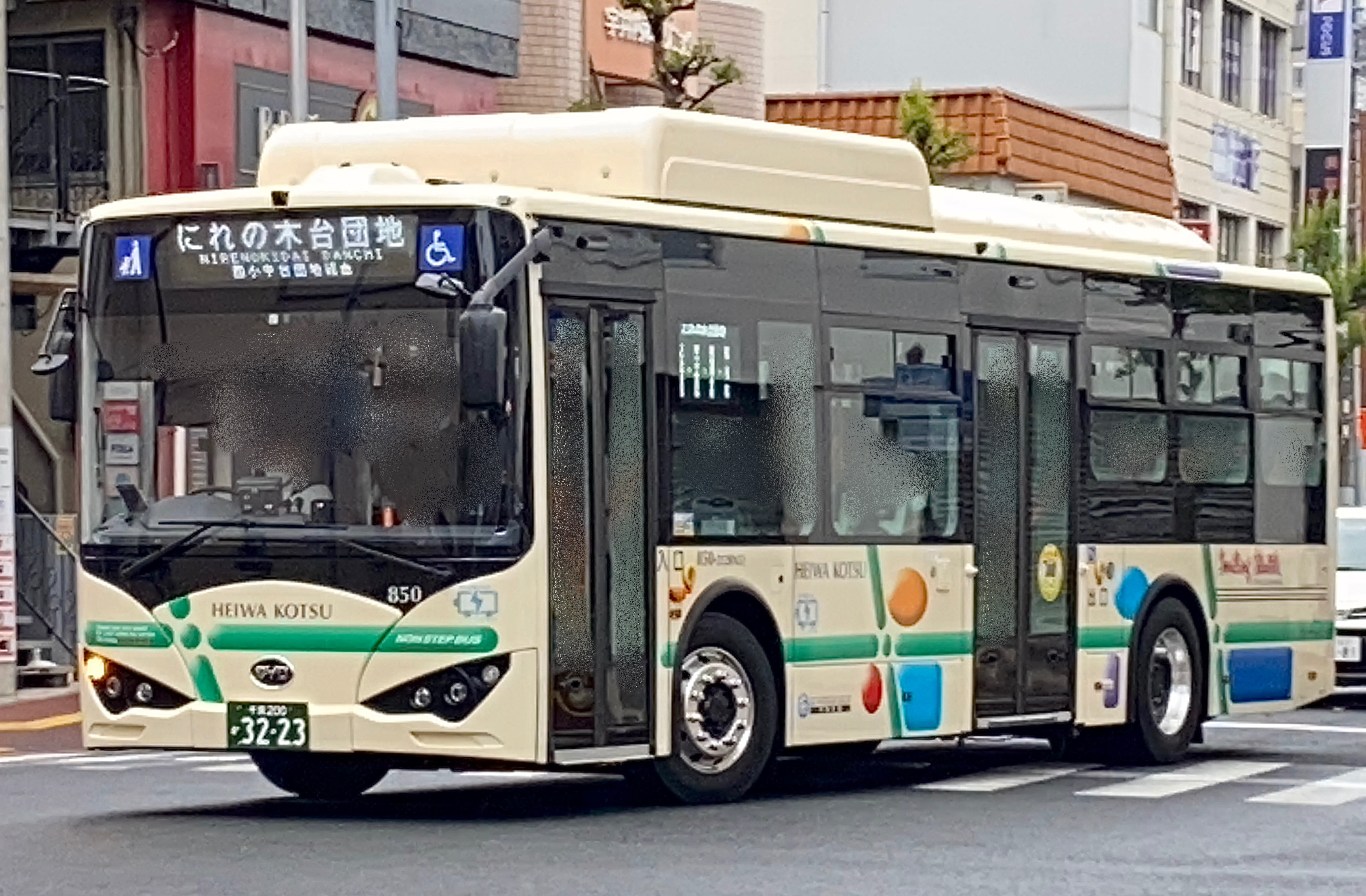
稲毛線を担当する850号車
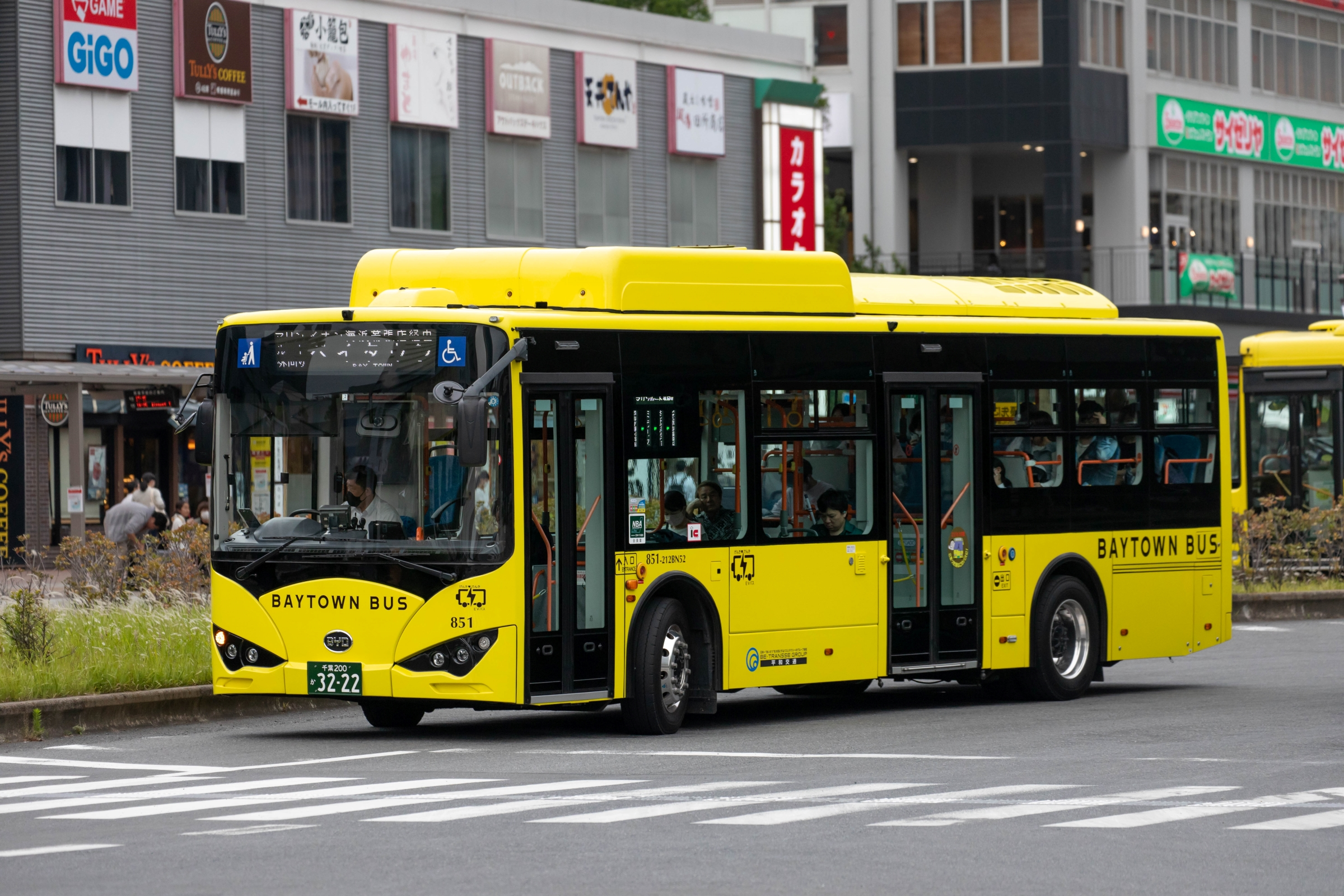
ベイタウン線を担当する851号車
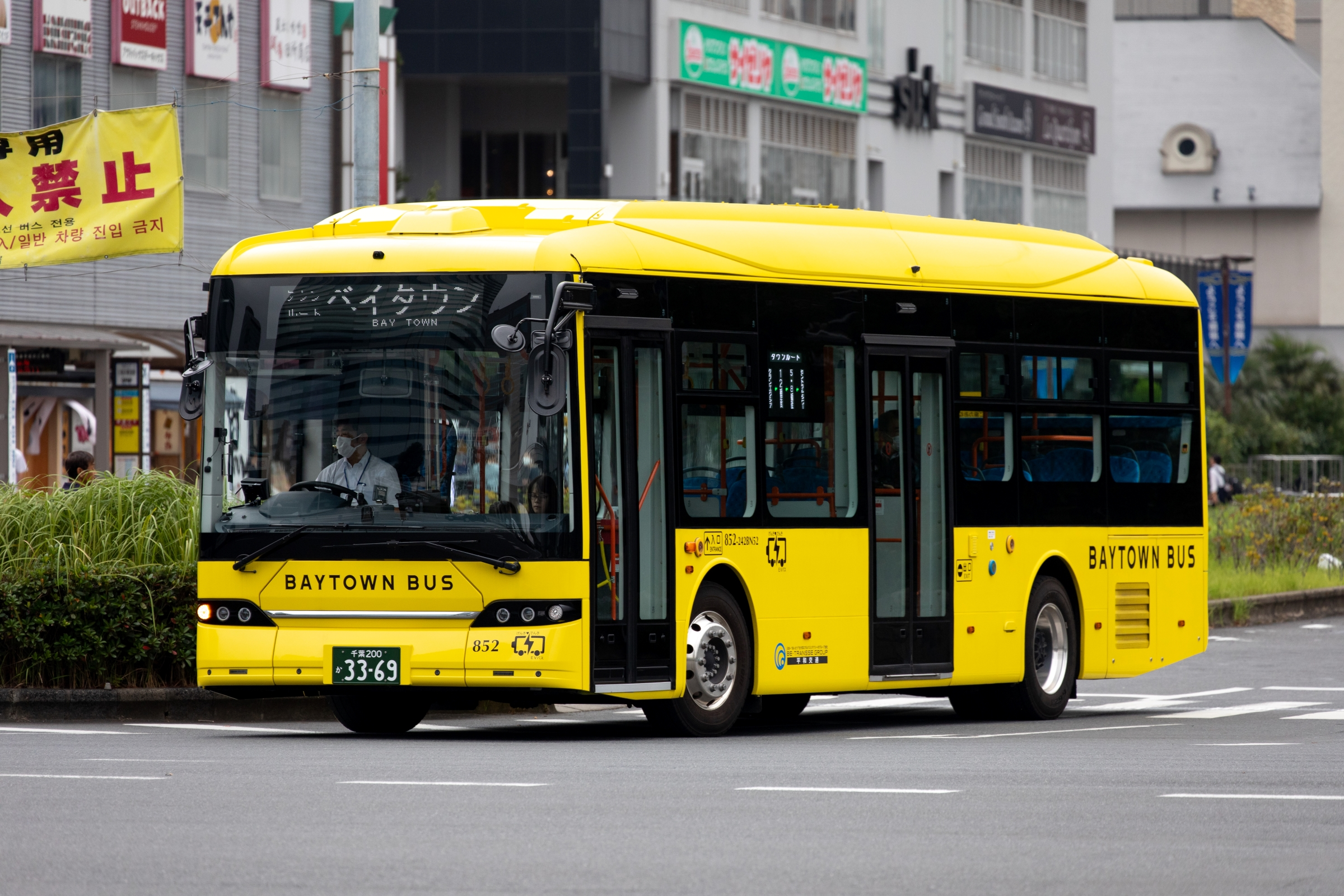
ベイタウン線を担当する852号車

### 事業区域の拡大
2021年9月、東京都江東区東雲に東京都内の貸切バス営業拠点として東京営業所を開設した。（以前より主に高速バスの待機場としていた駐車場を車庫として利用）
同営業所では路線バスタイプの車両を3台配置して、貸切・契約輸送を行う。これに合わせて東京都の貸切バス事業免許を取得している。
後に乗合の認可も取得し2024年8月1日より「エアポートバス東京・成田」の運行を開始した。

## 現行一般路線

### 本社営業所管轄路線

#### 検見川線

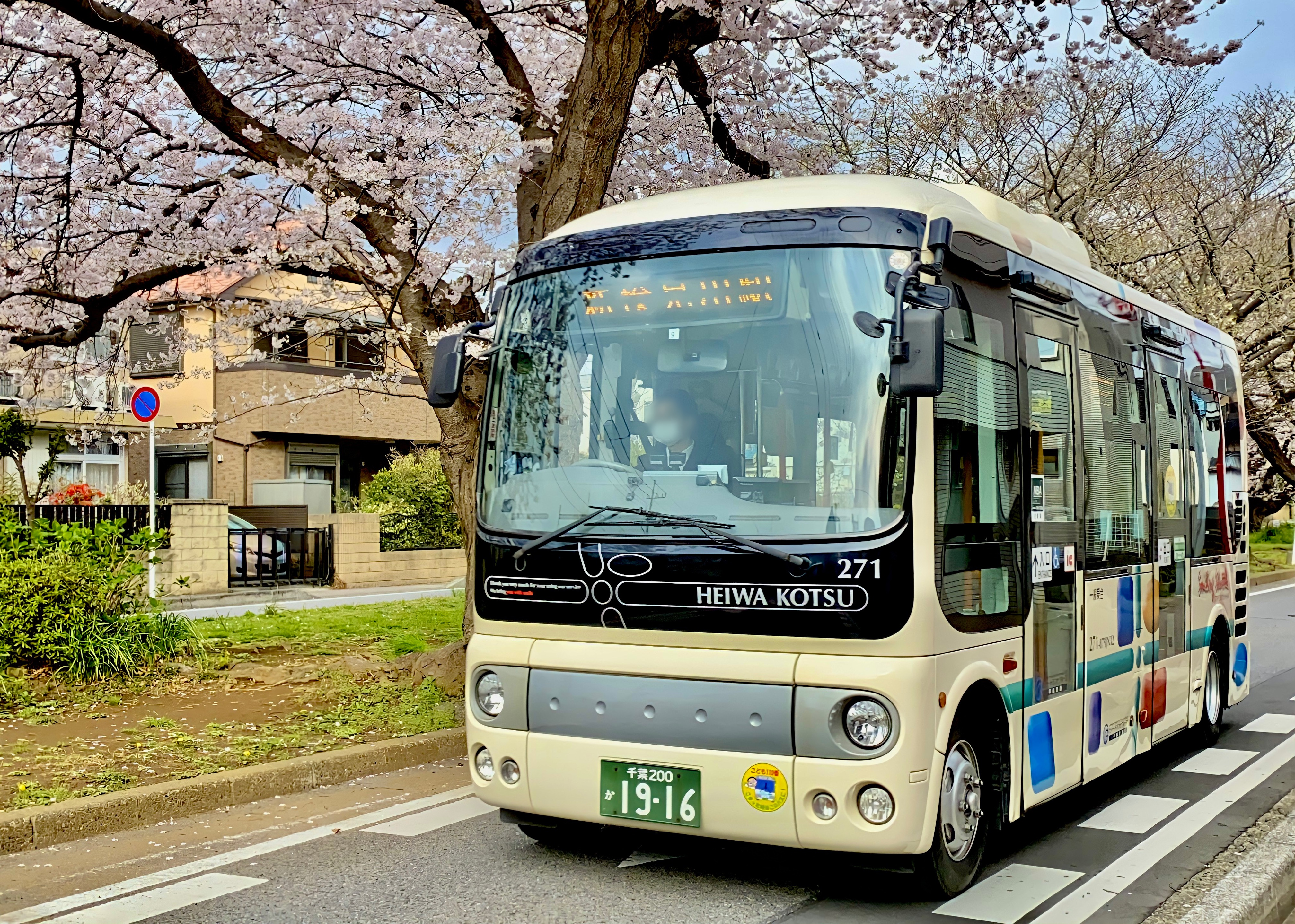
検見川線用車（日野・ポンチョ）

- 新検見川駅 - 朝日ヶ丘 - 西小中台団地
- 新検見川駅 - 朝日ヶ丘 - 西小中台団地 - 検見川町 - 新検見川駅（循環）
- 新検見川駅 - 検見川町 - 西小中台団地
- 新検見川駅 - 検見川町 - 西小中台団地 - にれの木台中央

新検見川駅と西小中台団地を連絡する目的で設置された路線であり、平和交通がバス事業を始めるきっかけとなった最初の路線である。運行を開始したのは1975年で、当初は10人乗りのワゴン型車両で西小中台団地と新検見川駅北口を結んだ。その後、利用者の増加に伴い全長7 mクラスのマイクロバスに切り替え、1979年に起点が新検見川駅南口ロータリーに移ったのち、ルートや停留所の新設を経て今に至る。
狭隘路を通行するため全長7 mの小型車両でしか運行できない。
基本となるのは、新検見川駅 - 朝日ヶ丘 - 西小中台団地の便であり、日中はこれのみが運行され、ラッシュ時には一部の便が循環や検見川町経由となる。

#### 稲毛線

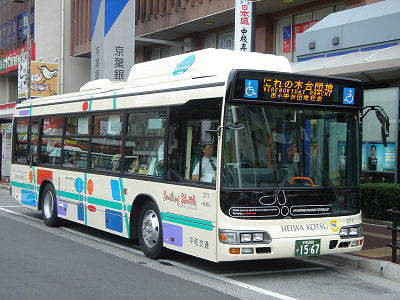
稲毛線（稲毛駅東口）

- 稲毛駅 - 創価学会前 - 西小中台団地 - にれの木台中央
- 稲毛駅 - 創価学会前 - スカイタウン - あさま台入口 - 平和交通本社

稲毛駅から小仲台地区を総武線に沿って北上し、にれの木台と平和交通本社の2方面に至る路線である。検見川線とは対照的に道路状況がよく、大型車によって運行されている。沿線には中高層マンションを中心とする住宅地が広がっており、稲毛駅が快速停車駅であることや駅周辺に商業施設が充実していることから終日利用者は多く、平和交通の主力路線となっている。
この線は1982年の開通で、ごく当初は検見川線同様10人乗り車両によって稲毛駅 - 本社営業所(現・西小中台団地)間を運行していたが、1985年に本社営業所 - にれの木台中央間が延伸され、まもなく車両の大型化が図られた。その後、スカイタウンに至る支線を開通、さらに道路整備の進捗に伴いこれはあさま台入口まで延長された。1999年からは、買い物需要に対応すべく、日中の便がイオン稲毛店まで延長運行されていた。（2024年1月1日休止）
以前はスカイタウン停留所近くに中規模の操車所が設けられていた。この操車所を経由して稲毛 - スカイタウン - にれの木台のように運行する便が存在したほか、あさま台入口への延長後もラッシュ時を中心にスカイタウンで折り返す便が相当数残されていた。しかし2004年3月に同操車所およびこれらの便は廃止され、スカイタウン方面に向かう便のすべてがあさま台入口に至るようになった。
あさま台入口には折り返し所がなかったため、同停留所発着便は宮野木の本社まで回送し折り返しを行っていた。しかしラッシュ時には最短3分間隔で回送にて出庫しており、本社周辺の住人からの要望もあった事などから2005年12月1日に稲毛サティ - あさま台入口 - 平和交通本社 - にれの木台中央と運行する便がごく少数設定されたのち、2006年2月1日よりあさま台入口発着の全便が平和交通本社まで営業運行するようになった。これらの改正により京成バス宮野木線のルート上や京成団地線のすぐそばを営業運行するようになったため、競合する京成バスは同日に運賃を値下げした。京成バスも当初は重複する停留所こそなかったものの、同年6月より「園生町交差点」、「熊野神社」の2停留所を設置し、京成団地線と宮野木小学校線の一部、稲毛海岸線の全便を停車させ、事実上の対抗措置をとった。なお平和交通は京成バスの「五反田」に相当する停留所は現在でも設置されておらず通過となる。
過去には平日朝に、にれの木台中央始発の上り線に限り急行便が設定されていたが、2011年7月11日のダイヤ改正で廃止された。
また、2024年1月1日より、「イオン稲毛店」発着便の運行を休止し、全便が稲毛駅発着となった。

#### ベイタウン線

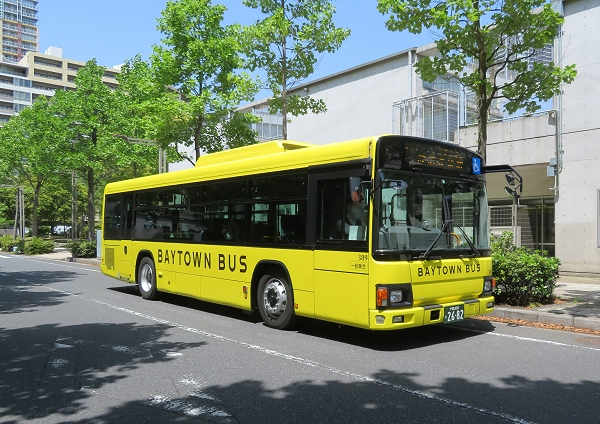
ベイタウン線タウンルート

- 海浜幕張駅 - マリンルート・タウンルート - 海浜幕張駅南口 - パルプラザ - 海浜幕張駅
- 海浜幕張駅 - マリンルート・タウンルート - 海浜幕張駅公園改札 - イオン海浜幕張店 - 海浜幕張駅
- 海浜幕張駅 - マリンルート・タウンルート - 三井アウトレットパーク幕張 - 海浜幕張駅公園改札 - イオン海浜幕張店 - 海浜幕張駅

※1 始発 - 8時台まで・17時台以降のマリンルートは、「海浜幕張駅」発車後「マリンルート入口」まで直行。
※2 平日ラッシュ時間帯の一部便は、ハイテク通り循環として直通運転。
ベイタウン線は、海浜幕張駅と幕張ベイタウンを結ぶ循環路線である。1997年に京成との共同運行によって開業し、幾度かの経路変更を経て2004年4月24日に現行の2ルート体制となった。この路線への平和交通の参入は、付近に営業基盤を持たない事業者の新規参入として注目を集めた。
現路線は、陸側の打瀬1・2丁目を走るタウンルートと、海側の打瀬2・3丁目を走るマリンルートの2ルートからなる。いずれも京成バスと交互に運行しているが、タウンルートは運行方向が固定されているのに対し、マリンルートはベイタウン内で平和交通は時計回り・京成バスはその逆回りで運行する。また、いずれのルートとも日中はイオン海浜幕張店経由となるほか、朝夕の一部便は海浜幕張駅をはさんでオフィス街のハイテク通りを循環する。
この路線は当初より黄色1色の専用デザインの車両が使用されているが、標準塗装車（スマイリングシャトル）も比較的よく運用に入る。車両のサイズは運行開始時は中型であったが利用者の増加により現在は全車両大型車での運行となっている。
また、2025年7月19日より、JR海浜幕張駅公園改札利用開始に伴う運行経路変更が行われ、以前の体制とは大きく異なる運行となる。

#### 幕張本郷線

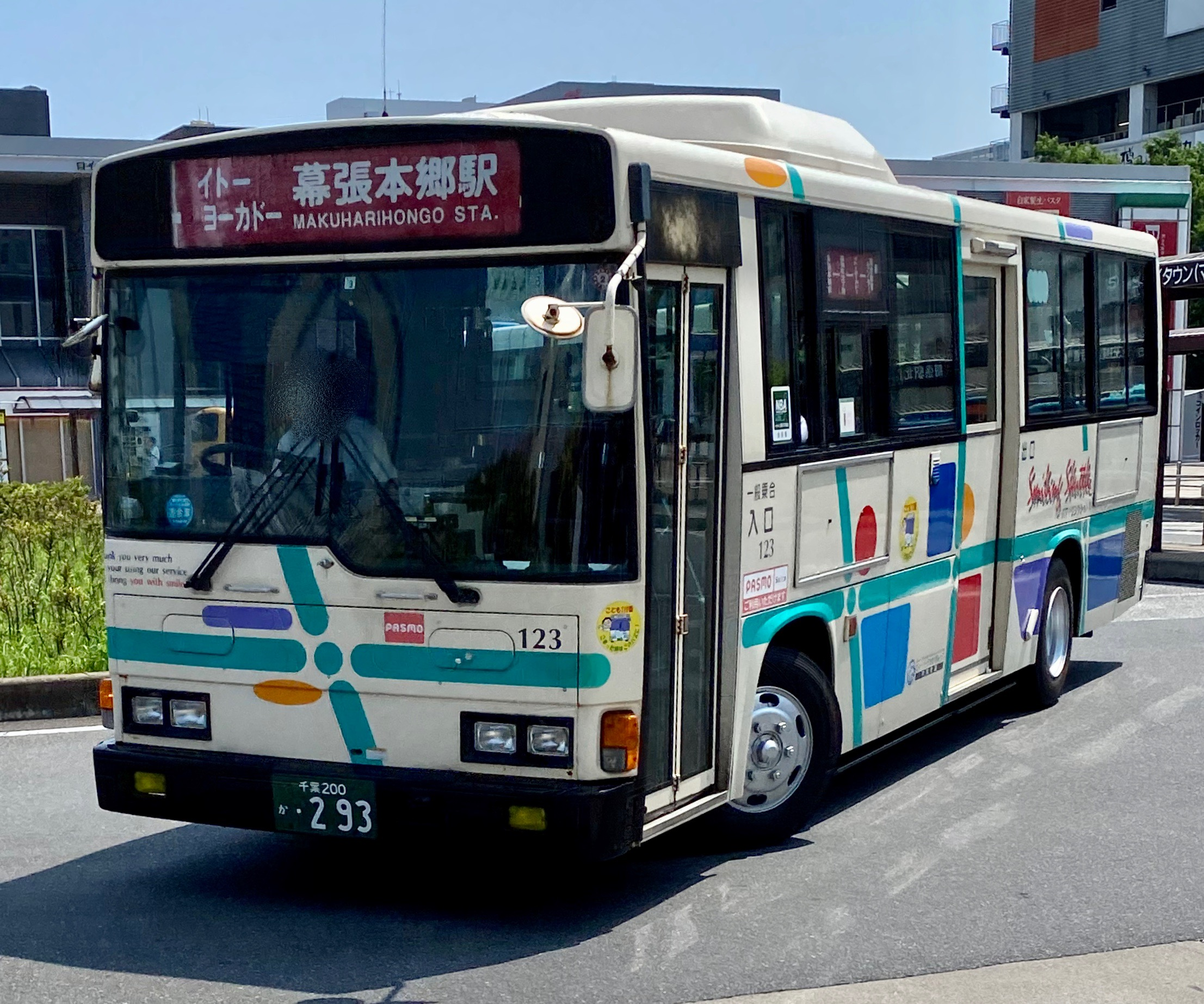
海浜幕張駅と幕張本郷駅を往復する123号車

- 海浜幕張駅 - イトーヨーカドー - 幕張町1丁目 - 幕張本郷駅

2006年5月8日に運行を開始した路線であり、イトーヨーカドー、旧・千葉街道を経由して海浜幕張駅と幕張本郷駅を結ぶ。平和交通としては初めての幕張本郷駅乗り入れである。平日日中のみ運行され、それ以外の時間帯は平日朝に千葉シーサイドバスが同じルートを1本運行している。
2024年3月1日より幕張病院を経由する経路に変更された。

#### 稲毛・海浜幕張線

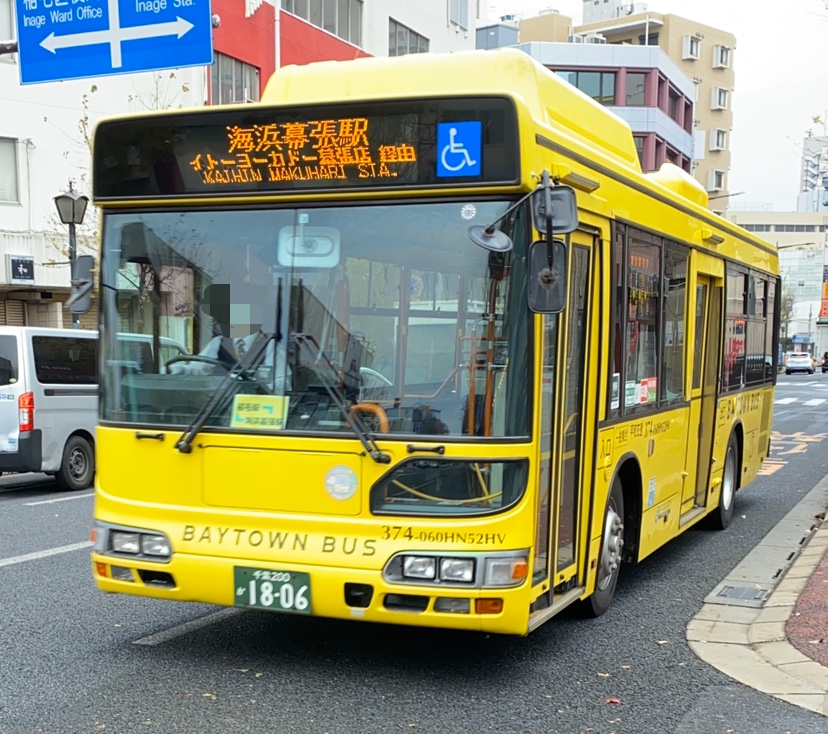
稲毛・海浜幕張線に充当される374号車

- 稲毛駅東口 - 創価学会千葉文化会館前 - スカイマンション前（稲毛駅行のみ） - 稲毛自動車教習所入口 - 幕張駅入口 - イトーヨーカドー - 海浜幕張駅
- 【急行】稲毛駅東口 → （通過） → スイミングスクール → （通過） → 創価学会前 → 稲毛霊園→稲毛自動車教習所入口 → （国道357号経由。この間無停車） → テクノガーデンD → 海浜幕張駅

2012年7月23日に運行を開始した路線であり、幕張本郷線と同様にイトーヨーカドー、旧・千葉街道を経由して稲毛駅と海浜幕張駅を結ぶ。かつては平日の日中のみ運行されていたが、2021年4月に行われたダイヤ改正により平日朝晩に運行時間を拡大し、運行の無かった土休日は日中の運行が開始され、新たに海浜幕張方面行きの急行系統が新設された（平日朝のみ）。また稲毛海岸線および高速バスマイタウンライナーと同様に、途中バス停の「稲毛五丁目第二陸橋」から「稲毛自動車教習所入口」への名称変更、さらに「稲毛霊園」バス停が新設されている。

#### 津田沼・ららぽーとTOKYO-BAY線
- 津田沼駅南口 - ららぽーとTOKYO-BAY

2013年11月18日より運行開始。途中の停留所はなく直行バスに等しい。過去には始発と終発のみ海老川大橋下に発着していたが後に廃止された。基本的に毎日運行だが、ららぽーとTOKYO-BAYの休館日は運休となる。
津田沼駅からまろにえ通り・千葉街道を経由し船橋競馬場駅付近からは、ららぽーとTOKYO-BAY無料送迎バスのルートを経由する。土休日を中心に周辺道路が非常に混雑するエリアであることから、湾岸道路（国道357号）や浜町3丁目の冷凍団地などいくつかの経路が設定されており、途中の停留所がないため渋滞時は迂回ルートで運行することがある。
津田沼駅南口停留所の場所は津田沼公園横だが乗降位置は異なり、乗車場所は京成バス谷津線が通るルート、降車場所はモリシア前で同じ場所に京成バス屋敷線のモリシア津田沼停留所がある。

#### イオン稲毛店お客様送迎バス　（貸切バス）

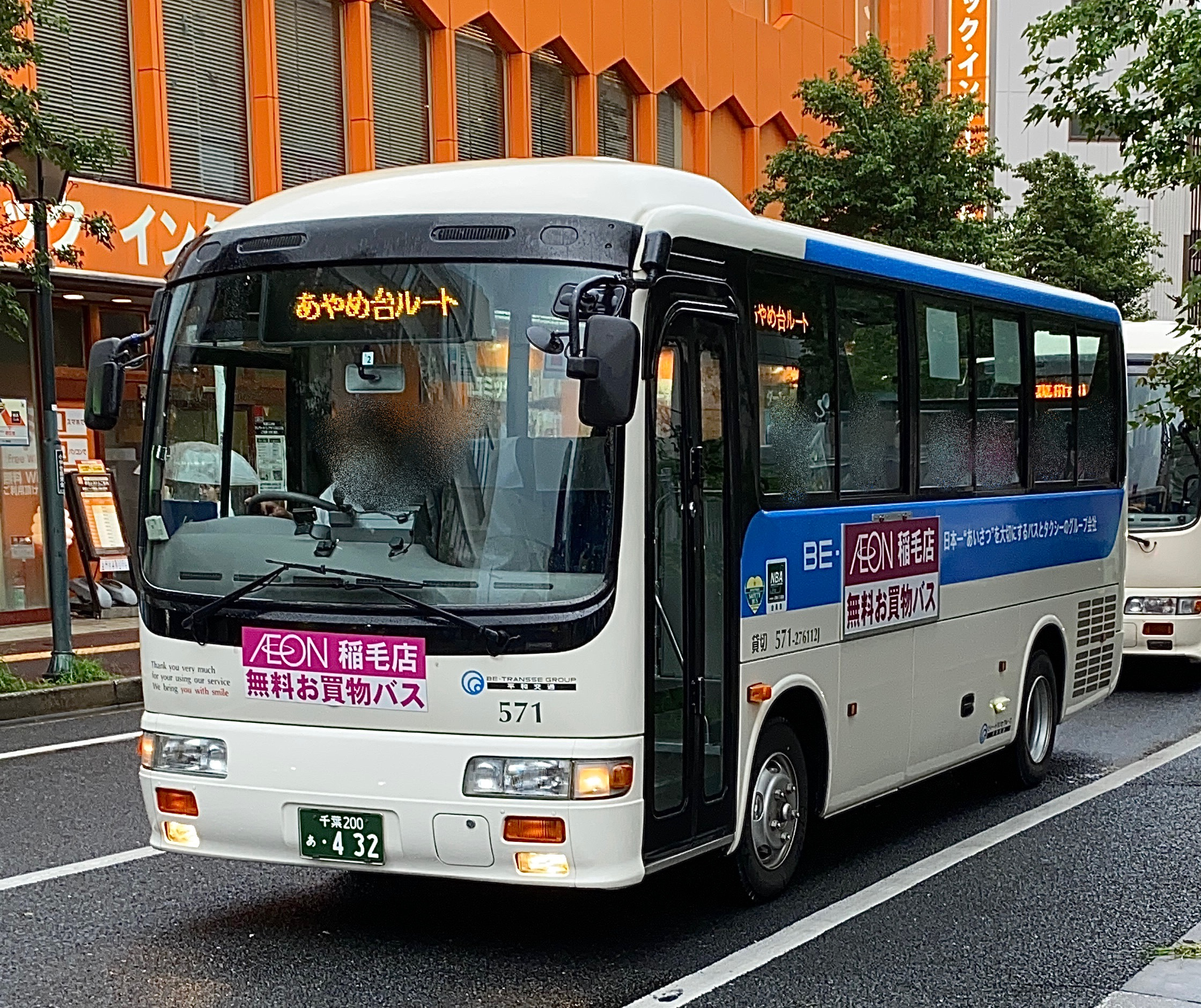
イオン稲毛店の無料送迎バスとなる571号車

- あやめ台ルート：イオン稲毛店 → コープ園生4棟 → ふたまち公園 → あやめ台3-15 → あやめ台3-1 → イオン稲毛店
- 小仲台ルート：イオン稲毛店 → ヘアエステJIRO → テラスハウス稲毛 → 第2稲毛ハイツ12・13棟 → 第2稲毛ハイツ17・18棟 → 第2稲毛ハイツ8棟 → イオン稲毛店
- 稲毛パークハウスルート：イオン稲毛店 → 稲毛パークハウスD棟 → 稲毛パークハウス法花堂歯科 → イオン稲毛店
- 轟町ルート：イオン稲毛店 → りん堂整骨院向かい → 千葉東高校正門先 → NTT轟社宅 → 教育センター → 穴川公園向かい → 第3轟住宅8棟入口 → 轟町公園 → イオン稲毛店
- 小仲台・パークハウスルート：イオン稲毛店 → ヘアエステJIRO → テラスハウス稲毛 → 第2稲毛ハイツ12・13棟 → 第2稲毛ハイツ17・18棟 → 第2稲毛ハイツ8棟 → 稲毛パークハウスD棟 → 稲毛パークハウス法花堂歯科（1日1便のみ）
  - 2016年4月1日：運行開始。
  - 2024年4月1日：みどり台ルート廃止。

#### コロンブスシティ住居者専用シャトルバス（特定バス）

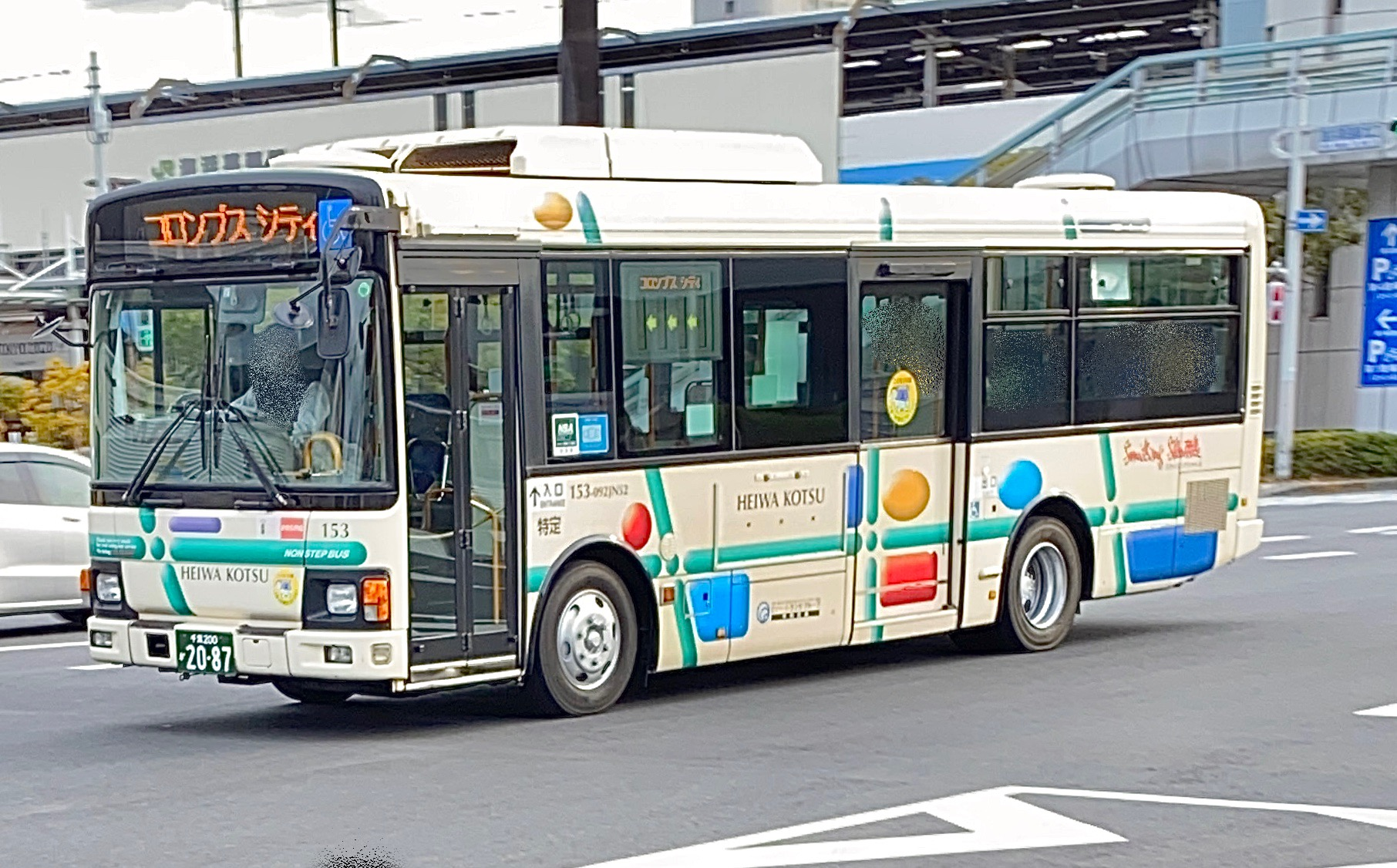
コロンブスシティと海浜幕張駅を結ぶ住居者専用バス（153号車）

- コロンブスシティ - （無停車） - 海浜幕張駅
  - 2008年3月1日：運行開始。

コロンブスシティは2008年に美浜区浜田に完成した大規模分譲マンションで、完成当初は浜田を通る路線バスも存在しなかった事から、規模からしてシャトルバスを用意する必要があり専用シャトルを運行している。完成当初は大新東株式会社がバスを運行していたが、途中から平和交通の運行に契約が変更となった。

### 旧若松営業所管轄路線
2024年3月31日をもって営業所としては廃止され、本社営業所に移管。ただしバス停名称は「若松営業所」で変更されていない。

#### 若松線

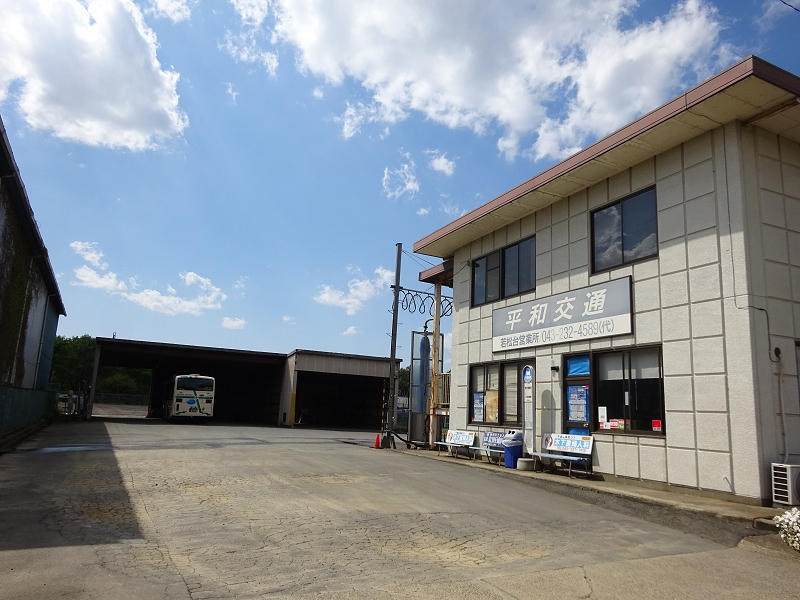
若松台営業所（若松線・めいわ線を担当）

- 都賀駅 - 大聖寺裏 - 若松小学校 - 中央公園 - 若松営業所
- 都賀駅 - 若松高校 - 中央公園 - 若松営業所

都賀駅と若葉区北部の若松台団地を結び、検見川線についで古い路線である。道路が狭いため車両は中型車が使用される。本数の大半は、開通当初から運行されている大聖寺裏を経由する便であり、後発の若松高校経由便は通学時間帯に1本あるのみである。
若松台側の終点は当初中央公園（行先案内は「若松台団地」）であったが、1990年代末ころに若松営業所内まで営業運行するようになった。ただし、現在も中央公園止まりの便が一定数残されている。また、かつては都賀駅を出るとしばらくの間、京成電鉄の都賀線（初代）と重複していたため、競合を避けるため大聖寺裏まで停留所を設置していなかった。この間のみのり幼稚園、スポーツセンター、桜木町坂上の3停留所は、1997年に京成が路線を廃止した際に継承したものである。

#### 若松・四街道線 / 都賀・四街道線
- 若松営業所 - MEGA ドン・キホーテ - 四街道駅南口
- 四街道駅 - MEGA ドン・キホーテ - 若松小学校 - 都賀駅

2011年5月に開設された路線で、主に若松台団地から四街道市街への買い物利用、公共施設へのアクセスを目的としている。
以前は若松営業所から四街道市役所、イトーヨーカドーまでの運行であったが、2023年2月13日の改定時に経路を変更し四街道駅南口が終点に変更された。また同日より新たにに四街道駅南口から都賀駅行きの運行も開始された。
平日日中のみの運行である。

#### めいわ線
- 四街道駅南口 - 皇産霊(みむすび)神社 - 警察署前 - めいわ入口 - 和良比小学校 - 美しが丘二丁目 - 四街道郵便局 - 四街道駅南口（めいわ循環）（京成バス千葉イースト四街道営業所と共同運行）
- 四街道駅南口 - めいわ入口 - めいわ車庫

若松台団地に隣接するめいわ・美しが丘の2つの住宅地と四街道駅を結ぶ路線である。いずれも1980年代以降に造成された新しい住宅地であり、めいわ地区は「日本一のガス灯の街」として四街道市の名所ともなっている。千葉内陸バスと共同で運行しており、使われる車両は両社とも中型車である。循環便は美しが丘側の輸送に重点が置かれており、午前はめいわ入口先回り、午後は美しが丘先回りで運行する。

### 東京営業所管轄路線

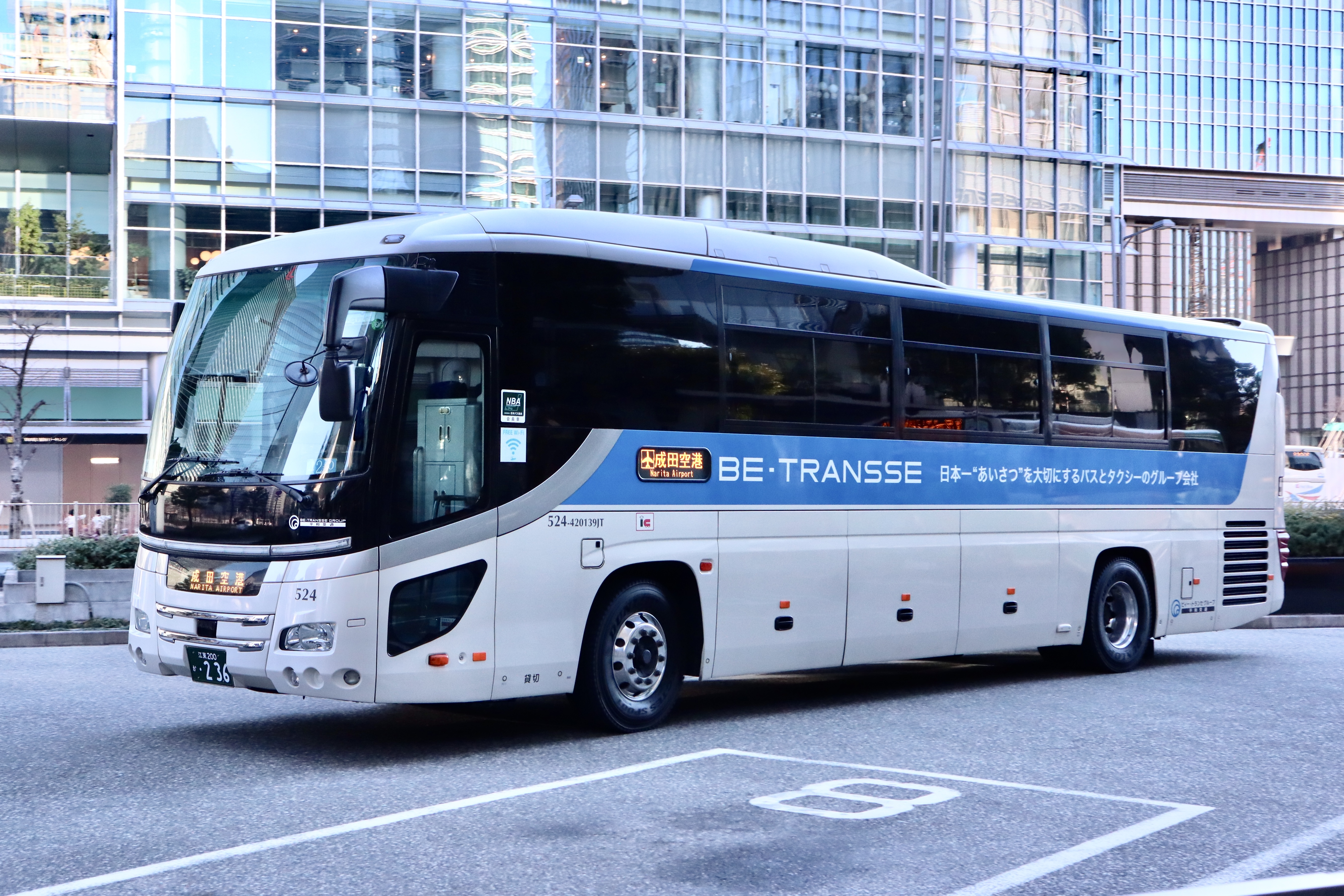
東京営業所が運行するエアポートバス東京・成田

東京営業所は東京都内での貸切専門事業所として2021年9月29日より営業を開始した。後に乗合の認可を取得し現在は主に東京と成田空港を結ぶ高速バスの、「エアポートバス東京・成田」を運行している。
過去に担当していた定期運行（貸切）

#### イオン葛西店お客さま専用お買物バス
- 清新町・新田住宅コース：イオン葛西店 → 清新南ハイツ → 清新町コミュニティ会館前 → 清新町交番前 → 新左近橋 → 臨海町2丁目アパート → 新田住宅 → 江戸川球場前 → イオン葛西店
- 北葛西・船堀駅前コース：イオン葛西店 → 中葛西4丁目 → 西葛西ガーデンハウス前 → 宇喜多第1住宅 → 船堀7丁目バス停先 → プラウドシティ船堀 → 船堀駅前 → くるまやラーメン前 → 宇喜多第2住宅 → イオン葛西店
  - 2021年9月29日：京成バス江戸川営業所より業務を引き継ぎ運行していた。
  - 2024年7月1日：大新東有明営業所に業務を引き継ぎ撤退。

#### イオン東雲店お客さま専用お買物バス
- Aコース：イオン東雲店 → パークタワー晴海前 → パークハウス晴海前 → ソフトタウン → 晴海ガーデンプラザ → 月島4丁目住宅 → 月島グランスイートタワー前 → 門前仲町スカイハイツ前 → 東雲エステート前 → サニーハイツ前 → 越中島集会場前 → 豊洲橋南詰 → イオン東雲店
- Bコース：イオン東雲店 → 辰巳団地北 → 塩浜2丁目アパート前 → 塩浜保育園向かい → 塩浜1丁目公園 → 白山湯前 → 木場ハイツサンハイツ → ハイラーク木場サニータウン → ルネ グランマリーナ前 → 潮見教会駐車場前 → 辰巳の森海浜公園 → 辰巳港湾住宅前 → 辰巳団地南 → イオン東雲店
- Cコース：イオン東雲店 → 豊洲4丁目団地 → 豊洲駅入口 → イオン東雲店
  - 2021年10月24日：東陽より業務を引き継ぎ運行していた。
  - 2024年7月1日：大新東有明営業所に業務を引き継ぎ撤退。

## 休廃止一般路線

### 休止路線

#### 稲毛海岸線

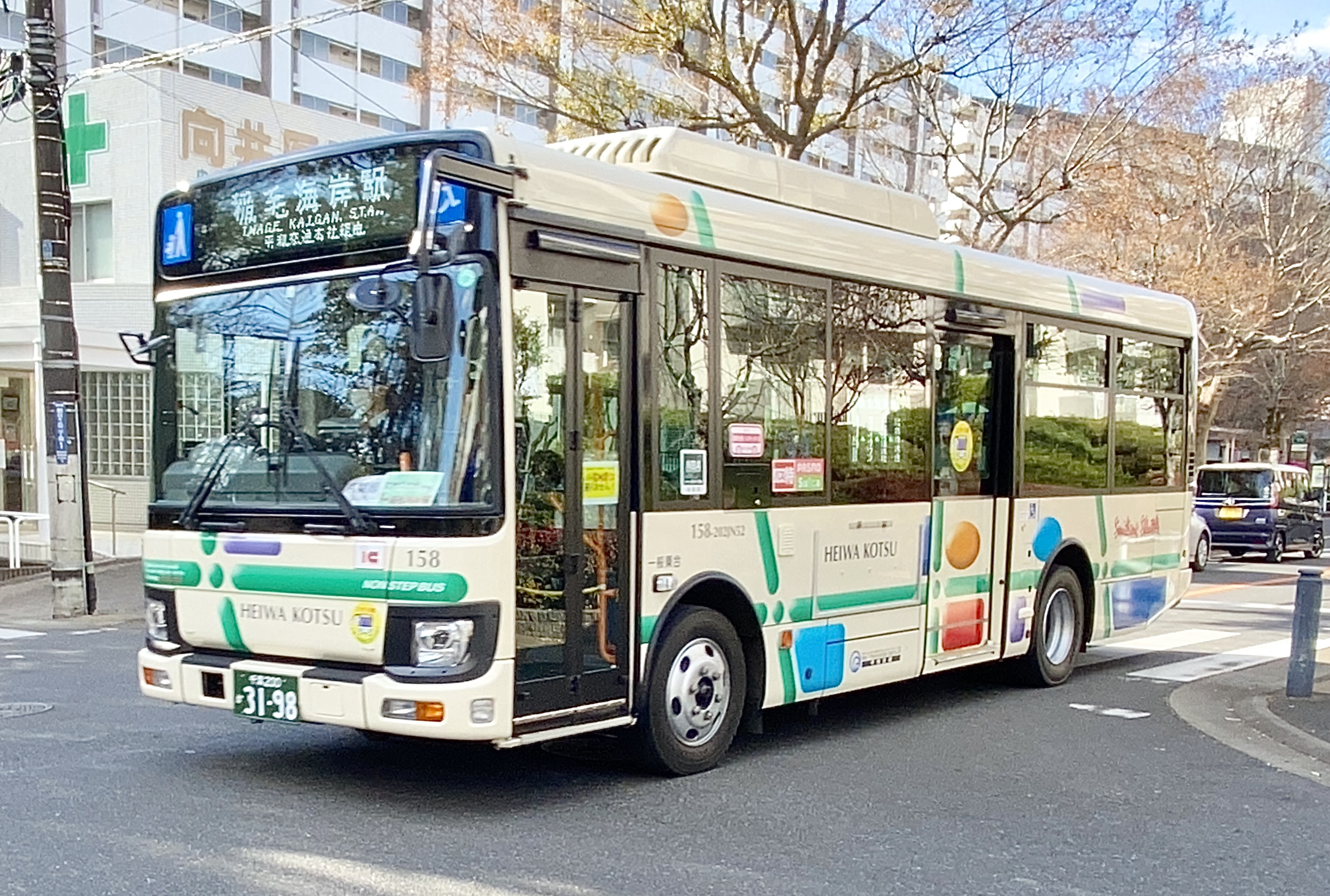
稲毛海岸線

- （運休中）稲毛海岸駅 - スカイマンション前 - 平和交通本社前 - にれの木台循環

にれの木台周辺と京葉線・稲毛海岸駅を結ぶ路線であり、主に同駅を発着する羽田空港行きリムジンバスとの連絡手段や、大型ショッピングセンター・マリンピアへの買い物客の足として利用されている。運行は日中の時間帯に限られ、当初は土曜日にあさま台経由、日祝日に西小中台経由でそれぞれにれの木台周辺を循環する運行がされていた。その後、木曜日とマリンピア内のジャスコでセールが行われる火曜日の運行が日祝日と同じルートが追加された。
2006年4月1日からは、あさま台経由で毎日運行されるようになった。一方で西小中台経由の循環は廃止され、代わりに西小中台方面へはにれの木線への乗り継ぎ扱いとし土休日に稲毛海岸駅 - 西小中台間の運行が開始されたが、2012年6月18日より西小中台方面の運行を休止した（最終運行17日）。なお現在では乗り継ぎ扱いも終了している。
2021年4月1日に、後述する稲毛・海浜幕張線及びマイタウンライナー東京 - 幕張ベイエリア線と同じく、途中バス停における旧名「稲毛五丁目第二陸橋」から「稲毛自動車教習所入口」への名称変更、さらに「稲毛霊園」バス停新設が行われた。
2023年11月1日より期間を「当面の間」として運休中。

### 廃止路線

#### 津田沼・船橋市若松公園線
- 津田沼駅 - （無停車） - 船橋市若松公園
  - 2022年10月1日運行開始。
  - 2024年9月30日をもって運行終了[8]。

#### イオン稲毛店お客様送迎バス（みどり台ルート）
- イオン稲毛店 → 黒砂台一丁目 → 黒砂公園 → みどり台駅今村商事前 → 緑台中学校 → 石尊神社前 → 西登戸公園 → 西千葉ホテル和光荘前 → 黒砂公園 → 黒砂台一丁目 → イオン稲毛店
  - 2024年4月1日：ルート廃止。

## 高速バス

### マイタウンライナー（深夜急行路線）
- 外房大網線：品川駅 → 銀座駅（数寄屋橋） → 東京駅（八重洲） → 茅場町駅（兜町） → 生実坂下（生実池前） → おゆみ野2丁目 → 鎌取駅南口 → 誉田駅 → 土気駅 → あすみが丘入口 → 大網駅 → 季美の森入口 → 山田インター ※運行休止中

廃止路線
- 都賀・四街道・成田線：銀座駅（数寄屋橋） → 東京駅（八重洲） → 茅場町駅（兜町） → スポーツセンター駅 → みつわ台駅 → 都賀駅 → 四街道駅 → 栗山 → 物井駅 → 千代田団地入口 → 染井野 → JR佐倉駅 → JR酒々井駅 → 公津の杜駅 → JR成田駅
- 西船橋・千葉ニュータウン線：銀座駅（数寄屋橋） → 東京駅（八重洲） → 茅場町駅（兜町） → 西船橋駅 → 行田団地入口 → 新船橋駅 → 塚田駅入口 → 夏見台団地 → 鎌ヶ谷駅 → 新鎌ヶ谷駅 → 西白井駅 → 白井駅 → 小室駅 → 千葉ニュータウン中央駅北口 → 印西牧の原駅南口 → 印旛日本医大駅
- 幕張ベイエリア・稲毛線：銀座駅（数寄屋橋） → 東京駅（八重洲） → 茅場町駅（兜町） → コロンブスシティ → 海浜打瀬小学校 → 検見川浜駅 → 稲毛海岸駅 → 稲毛駅 → あさま台入口 → 平和交通本社 → にれの木台入口 → 西小中台団地
- 勝田台・ユーカリが丘線：銀座駅（数寄屋橋） → 東京駅（八重洲） → 茅場町駅（兜町） → 飯山満駅入口 → 高根木戸駅 → 北習志野駅 → 船橋日大前駅 → 八千代緑が丘駅 → 八千代中央駅 → 村上駅 → 東葉勝田台駅 → 志津駅入口 → ユーカリが丘駅南入口 → ユーカリが丘駅北入口
- 津田沼・千葉・蘇我線：羽田エアポートガーデン → 銀座駅（数寄屋橋） → 東京駅（八重洲） → 茅場町駅（兜町） → 下総中山駅入口 → 原木中山駅入口 → 谷津駅 → 津田沼駅 → 千葉駅東口 → 蘇我駅西口

平和交通では、東京の品川駅や数寄屋橋を起点に、東京八重洲、兜町を経由して千葉方面に向かう深夜急行バスを6路線運行している。運行開始当初は平和交通が運行する若松台小学校までの1路線のみであったが、幾度かの改正経て、現在の路線網となった。
添乗員が同乗しており、乗車時に降車場所と座席を確認して、降車停留所が近づくと起こしてくれるサービスを実施していることが特徴である。なお蘇我線ではこのサービスを実施しない。
外房大網線は、2005年7月に千葉市緑区・大網白里町（現・大網白里市）の住宅地を結んで走る路線として開通した。一般路線は千葉中央バスや小湊鉄道が運行している地域である。開通にあわせて、大宮インター近くに迎えの自家用車が待機できるスペースを備えた大宮町バスターミナルが新設された。
その後、2006年12月に京成千原線沿線と蘇我、市原市北部を結んで走る内房五井線が開通し、3路線体制となった。これに伴い大網線の「ちはら台駅」周辺停留所が当系統に移り、大網線は大きな迂回が無くなり時間短縮が図られ、ちはら台駅利用者は実質値下げとなった。
2009年9月1日より、五井線と大網線の始発停留所が品川駅となった。従来停車していた数寄屋橋、八重洲、兜町も引き続き経由する。
2010年1月18日深夜より、4路線目となる成田線が運行を開始した。四街道駅や千代田団地方面には四街道線も乗り入れるが、四街道地区までの所要時間は圧倒的に成田線の方が短く、また運賃も900円から1,000円ほど安く設定されており、四街道地区の利用者にも配慮した路線となっていた。
なお近隣で深夜急行バスを運行する京成グループは、ちばグリーンバスが運行する船橋駅発の便を同月26日より京成佐倉駅からJR成田駅まで延伸し、更に8月2日より新橋駅始発に変更したほか、2011年5月9日深夜の千葉ニュータウン線開業後、成田空港交通が2011年7月25日より新橋駅・有楽町駅・東京駅と京成成田駅を、2013年4月16日からはこれまで深夜急行バス未参入であった船橋新京成バス鎌ヶ谷営業所が船橋駅・北習志野駅・八千代緑が丘駅経由で鎌ヶ谷大仏駅を結ぶ深夜急行バスの運行を開始するなど対抗している。
2017年6月5日深夜より、7路線目となる津田沼・千葉・蘇我線が運行を開始し、既存の6路線も経由地の見直しによるバス停の新設・廃止、停車バス停の他ルートへの振り替えと内房五井線の西岬観光への運行移管が行われた。
2020年4月6日より、深夜急行バス全路線が運休となった。
2023年2月1日より、津田沼・千葉・蘇我線のみ、起点を新規開業した羽田エアポートガーデンに延伸のうえ、運行再開。
2025年1月31日をもって、津田沼・千葉・蘇我線と休止中であった都賀・四街道・成田線、西船橋・千葉ニュータウン線、幕張ベイエリア・稲毛線、勝田台・ユーカリが丘線が廃止となった。

### マイタウンライナー（日中高速路線）

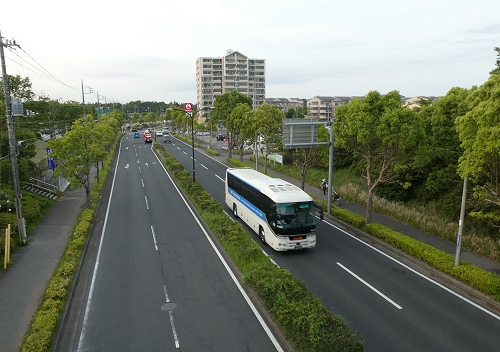
ちはら台を走るマイタウンライナー

- ちはら線：東雲イオン前 - 数寄屋橋 - 東京駅八重洲南口（降車：日本橋口） - 大宮町バスターミナル - 学園前駅 - おゆみ野駅 - ちはら台駅（西岬観光との共同運行）
- 幕張ベイエリア線：東雲イオン前 - 数寄屋橋 - 東京駅八重洲南口（降車：日本橋口） - 幕張メッセ - ハイテク通り - 幕張ベイタウン - 検見川浜駅 - 平和交通本社

2005年以降平和交通では上述の深夜急行バスを千葉市南部・市原市北部でも運行してきたが、地元から日中運行の高速バスを運行してほしいとの要望があり、2009年12月1日より「マイタウンライナー」としてちはら線・大網線を同時開業した。上り線のうち、ちはら・おゆみ線の平日早朝は数寄屋橋→八重洲口の順に、それ以外は八重洲口→数寄屋橋→東雲イオン前の順に停車する。下りは全便東雲イオン前もしくは数寄屋橋始発となるが、深夜急行バスが停車する兜町には停車しない。
運賃は区間によって異なるが、東京までちはら台駅から1,300円、大網駅から1,500円、大宮町バスターミナルからは1,200円となり、ICカード利用で10%引きとなる。
同社大宮バスターミナルにはパークアンドライドが可能な駐車場を備えており、事前申し込み制であるがバスの利用者は無料で使用できる。
大網線は、大宮バスターミナルでの乗り継ぎ扱いとなったのち、2015年11月20日に廃止された。
幕張ベイエリア線は、2012年6月4日の開通で、起終点が異なるがあすか交通と共同運行している。マイタウンライナーの愛称は、もともとあすか交通の深夜急行路線で使用されていたものだが、この路線の開業と同時に両社共通の愛称となり、上述の深夜急行路線・早朝通勤路線もマイタウンライナーとして紹介されている。
また、前述の通り2021年4月1日より、ベイエリア線では途中バス停の「稲毛五丁目第二陸橋」から「稲毛自動車教習所入口」への名称変更、さらに「稲毛霊園」バス停の新設が行われている、
廃止路線
- 早朝通勤路線：平和交通本社 → スカイタウン → 西小中台団地 → にれの木台東 → 朝日ヶ丘中央 → 新検見川駅（ターミナル前） → 真砂中央公園 → ベイタウン → 東京駅八重洲口（早朝、東京行き片道1本のみ）

早朝通勤路線は、平和交通本社から同社のメインエリアである稲毛北部・検見川地域とベイタウンを経由し、東京駅八重洲口まで運行される路線である。この路線は｢早朝特急便｣と銘打ち、早朝に東京方面へ向かう通勤客を主なターゲットとして2001年9月に運行を開始したもので、平和交通本社を5:30に出発し東京駅八重洲口に6:30に到着する。しかし、マイタウンライナー（幕張ベイエリア - 東京・銀座線）開業に伴い2012年6月1日をもって廃止。
なおこの路線に使用された車両は、折り返し、城西国際大学への輸送に使用されていた。すなわち、回送運用の有効活用といえる側面を持ち合わせていた。
- マイタウンライナー : 大網・土気 - 東京・銀座線

2015年11月20日廃止。同時に平日朝入庫するために運行されていた幕張ベイエリア - 東京・銀座線が減便。日野リエッセの高速仕様で運行されていた。

### エアポートバス東京・成田
旧・THE アクセス成田。2020年（令和2年）2月1日より「東京シャトル」（京成バス、成田空港交通、京成バスシステム）と統合、「エアポートバス東京・成田」として運行。
なお大網・鎌取 - 成田空港間にも運行されていたが、2013年4月25日をもって廃止された。

## 車両
平和交通では、日野自動車が主力で三菱ふそうと日産ディーゼルがあり、小型車から大型車までさまざまな車種を揃え、路線状況に合わせて使い分けている。視野の広い半固定式窓や乗降のしやすい広幅4枚扉をいち早く採用するなど、周辺事業者に比べ車両面でのサービス向上への取り組みが際立っている。2000年より低床車両を順次導入しており、現在では路線バスについては各路線でほとんどノンステップバスでの運行となっている。また環境性能の高い車両の導入にも積極的で、2006年には千葉県内で初となるハイブリッドノンステップバス（日野・ブルーリボンシティハイブリッド）を導入した。その後も増備し現在7台が在籍している。電気バスの導入も千葉県内では初であった。
乗合バスのカラーリングは、かつて大型車が富士重工ボディー、中型車が日野レインボー二つ目ライトの頃はアイボリーと青のツートンであったが、本社の移転した1991年より、純正車体にクリーム色にカラフルな模様を施したデザインに変更された。このデザインの車両は、「Smiling Shuttle（スマイリングシャトル）」の愛称で呼ばれ、現在に至るまで導入が続いている。
また、1997年に幕張ベイタウンでの運行を開始した際には、レモンイエロー1色の車体に「BAYTOWN BUS」のロゴを入れた専用車両が導入された。この車両はベイタウンの街並みに調和し、なおかつ時代を超えて通用するベーシックなデザインをコンセプトに、デザイナーの佐藤卓によってデザインされたものである。その後はベイタウン以外の路線にも兼用できるよう、ロゴから「BAY」の文字をはずし「TOWN BUS」とした同様の車両も登場した。この「TOWN BUS」の名称は、のちに深夜急行バスのICカードや、グループ会社であるあすか交通の乗合バスにも採用され、今では両社バスの共通ブランドとして使われるようになっている。
一部を除く高速バス車両には「日本一"あいさつ"を大切にするバスとタクシーのグループ会社」という、ビィー・トランセグループのブランディングスローガンを大きく表記した塗装が施されている。

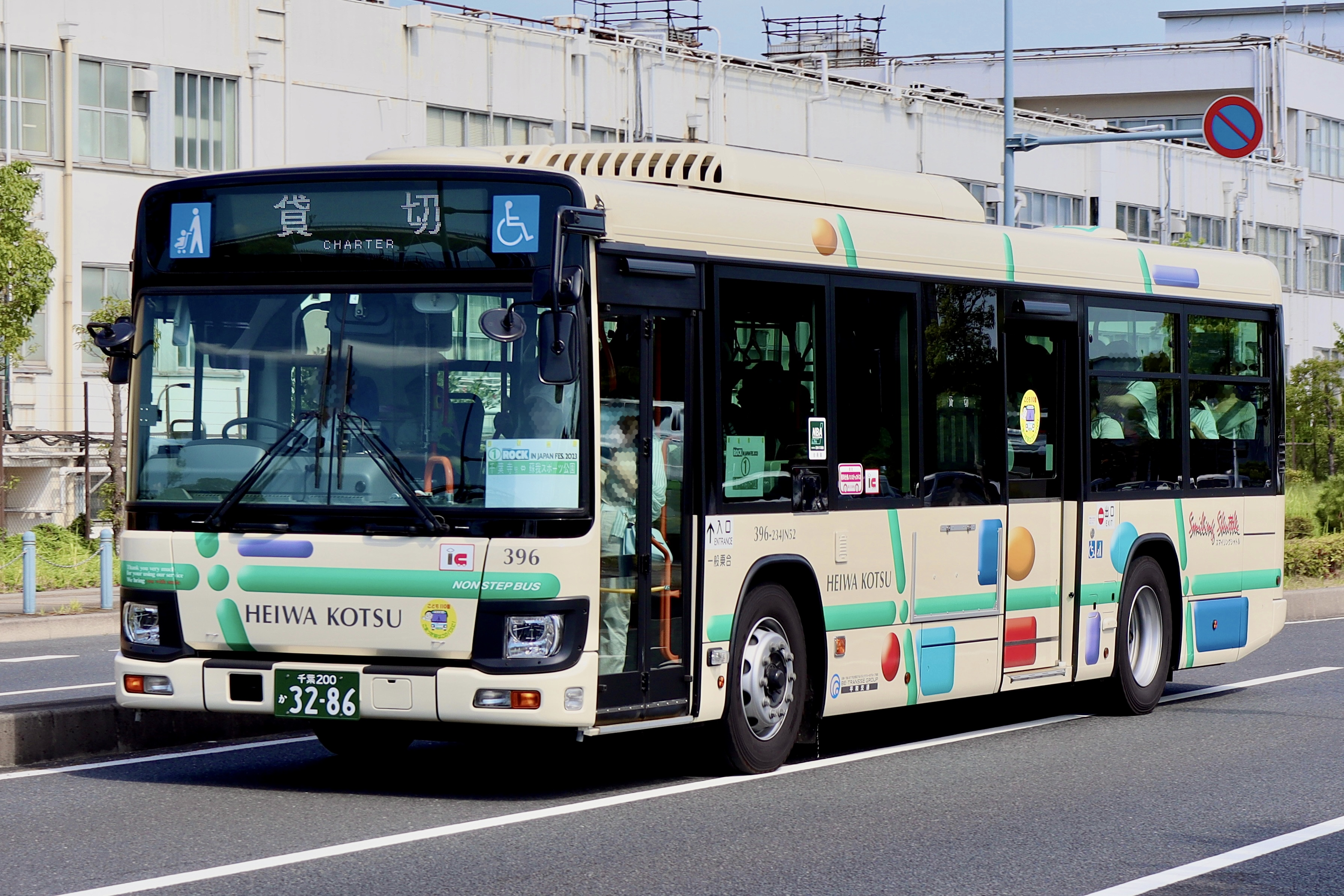
スマイリングシャトルカラー